# Djal (Nguelebok)
Djal est un village du Cameroun situé dans le département de la Kadey et la région de l'Est. Il est localisé dans la commune de Nguelebok, et le canton Kaka Mbondjo.

## Population
En 1966, le village comptait 64 habitants, principalement des kaka.
Lors du recensement de 2012, on y dénombrait 310 personnes.